# David Niven
James David Graham Niven, més conegut com a David Niven, (Londres, 1 de març de 1910 - Château-d'Oex, 29 de juliol de 1983) fou un actor de cinema anglès.
Fill d'un general i d'una aristòcrata, va estudiar al Rowe College i al Sandhurst Military College, i va ingressar a l'exèrcit per seguir la tradició familiar.
Inicialment, Niven va treballar d'extra a diverses pel·lícules de l'oest a Hollywood, però no va ser fins a la seua actuació a Rebel·lió a bord de l'any 1935 que va iniciar la seua llarga carrera com a actor principal.
Figura emblemàtica del «cavaller britànic» en el cinema, David Niven era conegut per la seva flegma i la seva actitud elegant en tota circumstància. Figura important del cinema dels anys 1950 i 1960, es recorden sobretot les seves interpretacions a La volta al món en vuitanta dies, Els canons de Navarone, 55 dies a Pequín, The Brain, La Pantera Rosa o també Taules separades, per la qual va rebre l'Oscar al millor actor.

## Biografia

### Primers anys i inicis al cinema
James David Graham Niven va néixer l'1 de març de 1910 a Londres, Anglaterra, fill d'Edward Graham Niven, oficial britànic, i Henriette Julia Degacher. Té dues germanes, Margeret Joyce i Grizel Rosemary, i un germà, Henry. Per no anar contra la tradició familiar, segueix estudis militars al Royal Military College de Sandhurst, d'on surt diplomat el 1930, com a segon tinent. Serveix durant dos anys a Malta, on coneix Roy Urquhart. És promogut tinent el 1933, però sap que no és fet per a aquesta carrera. De resultes d'una llarga i avorrida reunió d'informació sobre les metralladores, que li fa perdre una cita galant, respon de manera insolent a l'oficial que preguntava si hi havia preguntes: "Tindria l'hora? He d'agafar un tren." Arrestat i empresonat per aquest acte d'insubordinació, distreu l'atenció del guardià fent-lo beure i s'escapa per la finestra. Des del vaixell que el condueix a Amèrica, envia un telegrama per anunciar la seva dimissió.
S'instal·la a Nova York, on comença una carrera en el negoci del whisky; després, en el rodeo. Exerceix diverses petites feines, totes condemnades al fracàs. Després d'una volta per les Bermudes i per Cuba, s'instal·la a Califòrnia, a Hollywood, a l'estiu del 1934. Quan es presenta per treballar, comprova que cal un "permís de treball". S'exilia llavors alguns anys a Mèxic, on fa sobretot d'home-canó i neteja; després torna quan se li concedeix el visat. Es presenta en una agència de càsting, que el classifica en la categoria "Anglosaxó de tipus n.° 2008".
Apareix en algunes pel·lícules, en les quals es fixa Samuel Goldwyn. El cèlebre productor li ofereix llavors un contracte de quinze anys amb la MGM. Des de llavors enllaça els papers més importants en pel·lícules cèlebres, com The Charge of the Light Brigade, Bluebeard's Eighth Wife o Four Men and a Prayer, de John Ford. És davant per davant de grans estrelles, com Laurence Olivier, a Cims borrascosos (1939), o Errol Flynn, de qui es fa amic, a The Dawn Patrol. El seu paper d'atracador cavaller a Raffles fa d'ell un actor reconegut.

### Carrera internacional
Torna a Anglaterra quan aquesta declara la guerra el 1939 i serveix en els Comandos, on coneix Peter Ustinov. Roda en pel·lícules destinades a mantenir l'esforç de guerra el 1942 i 1944. Serveix en la campanya de Normandia i desembarca alguns dies després del 6 de juny. Acaba la guerra com a tinent coronel i rep la Legió del Mèrit, la més alta decoració americana atorgada a un estranger.
El 1946, reprèn el camí dels estudis als Estats Units. És l'estrella amb Ginger Rogers de La primera dama, després d’A vida o mort, el mateix any. S'enfada llavors amb Samuel Goldwyn per raons d'honoraris i és exclòs una mica dels estudis. No roda més que en produccions menors i independents, però rep amb tot el Globus d'Or al millor actor musical o còmic pel seu paper a La lluna és blava, d'Otto Preminger. La seva carrera agafa llavors una nova embranzida tres anys més tard, amb l'immens èxit internacional de la pel·lícula de Michael Anderson La volta al món en vuitanta dies. Sembla llavors evident, encara avui, que ningú millor que ell no podia interpretar el paper del cavaller Phileas Fogg. Després de Bonjour tristesse, d'Otto Preminger, interpreta, al costat de Rita Hayworth, el paper del Major Pollock a Taules separades. La seva interpretació li val l'Oscar al millor actor i el Globus d'Or al millor actor dramàtic, així com el premi NYFCC al Millor Actor, atorgat pels crítics de cinema de Nova York.
La carrera de David Niven és desigual. Apareix en un gran nombre de pel·lícules oblidades, presentant poc interès, però apareix, tanmateix, en pel·lícules notables, com Els canons de Navarone, amb Gregory Peck o Anthony Quinn, el 1961, o 55 dies a Pequín, amb Charlton Heston i Ava Gardner, dos anys més tard. Fa una prova per ser el primer James Bond en el cinema: era la tria de l'autor Ian Fleming, però no la dels productors. La seva flegma britànica, que ha conformat la seva reputació, és utilitzada per Blake Edwards el 1963 a La Pantera Rosa i Casino Royale el 1967. Dos anys més tard, és l'estrella britànica de la pel·lícula franco-italiana The Brain, dirigida per Gérard Oury, amb Jean-Paul Belmondo i Bourvil. Les seves últimes pel·lícules no són les que els cinèfils retindran, amb l'excepció de Mort al Nil, del 1978, o Els llops de mar, dos anys més tard. David Niven acaba la seva carrera amb Blake Edwards en les continuacions més o menys encertades de La Pantera Rosa.

### Els últims anys
El 1980, David Niven comença a sentir cansament, febleses musculars i problemes de veu. Una entrevista l'any següent alarma la seva família.
Se li diagnostica una esclerosi lateral amiotròfica, més coneguda amb el nom de malaltia de Charcot. El 1981 assisteix a un homenatge a Fred Astaire. És la seva última aparició a Hollywood. Rep igualment un premi per al conjunt de la seva carrera als Evening Standard British Film Awards, a Anglaterra.
Entra amb un nom fals en un hospital, per evitar atreure la premsa i els periodistes, aparentment per un problema digestiu. Molt debilitat, torna al seu xalet de Château-d'Oex, a Suïssa, on el seu estat es continua degradant. Refusant tota hospitalització, mor envoltat de la seva família el 29 de juliol de 1983 a setanta-tres anys.

## Filmografia
Filmografia:
- There Goes the Bride (1932)
- Eyes of Fate (1933)
- Cleopatra (1934)
- Without Regret (1935)
- Barbary Coast (1935)
- A Feather in Her Hat (1935)
- Splendor (1935)
- Rebel·lió a bord (1935) extra, no surt als crèdits
- Rose Marie (1936)
- Palm Springs (1936)
- Desengany (1936)
- Screen Snapshots Series 16, No. 4 (1936)
- Thank You, Jeeves! (1936)
- La càrrega de la Brigada lleugera (The Charge of the Light Brigade) (1936)
- Beloved Enemy (1936)
- We Have Our Moments (1937)
- The Prisoner of Zenda (1937)
- Dinner at the Ritz (1937)
- Bluebeard's Eighth Wife (1938)
- Four Men and a Prayer (1938)
- Three Blind Mice (1938)
- The Dawn Patrol (1938)
- Cims borrascosos (Wuthering Heights) (1939)
- Mare per força (Bachelor Mother) (1939)
- La jungla en armes (The Real Glory) (1939)
- Eternament teva (Eternally Yours) (1939)
- Raffles (1939)
- The First of the Few (1942)
- Cada cop més alt (The Way Ahead) (1944)
- A vida o mort (A Matter of Life and Death) (1946)
- La primera dama (Magnificent Doll) (1946)
- The Perfect Marriage (1947)
- L'altre amor (The Other Love) (1947)
- The Bishop's Wife (1947)
- Bonnie Prince Charlie (1948)
- Enchantment (1948)
- A Kiss in the Dark (1949)
- A Kiss for Corliss (1949)
- El llibertador (The Elusive Pimpernel) (1950)
- The Toast of New Orleans (1950)
- Happy Go Lovely (1951)
- Soldiers Three (1951)
- Appointment with Venus (1951)
- The Lady Says No (1952)
- The Moon Is Blue (1953)
- The Love Lottery (1954)
- Happy Ever After (1954)
- Carrington V.C. (1955)
- The King's Thief (1955)
- The Birds and the Bees (1956)
- The Silken Affair (1956)
- La volta al món en vuitanta dies (Around the World in Eighty Days) (1956)
- Oh, Men! Oh, Women! (1957)
- The Little Hut (1957)
- My Man Godfrey (1957)
- Screen Snapshots: Glamorous Hollywood (1958)
- Bonjour Tristesse (1958)
- Taules separades (Separate Tables) (1958)
- Ask Any Girl (1959)
- Happy Anniversary (1959)
- Please Don't Eat the Daisies (1960)
- Els canons de Navarone (The Guns of Navarone) (1961)
- Il Giorno Più Corto (1962)
- Conquered City (1962)
- The Best of Enemies (1962)
- The Road to Hong Kong (1962)
- Trets en la foscor (Guns of Darkness) (1962)
- 55 dies a Pequín (55 Days at Peking) (1963)
- La Pantera Rosa (The Pink Panther) (1963)
- Bedtime Story (1964)
- Where the Spies Are (1965)
- Lady L (1965)
- Eye of the Devil (1966)
- All Eyes on Sharon Tate (1967)
- Casino Royale (1967)
- Prudence and the Pill (1968)
- The Impossible Years (1968)
- The Extraordinary Seaman (1969)
- The Brain (1969)
- Before Winter Comes (1969)
- The Statue (1971)
- King, Queen, Knave (1972)
- Vampira (1974)
- Emboscada a l'Extrem Orient (Paper Tiger) (1975)
- No Deposit, No Return (1976)
- The Remarkable Rocket (1975)
- Un cadàver per postres (Murder by Death) (1976)
- Candleshoe (1977)
- Speed Fever (1978)
- Mort al Nil (Death on the Nile) (1978)
- A Nightingale Sang in Berkeley Square (1979)
- Evasió a Atenea (Escape to Athena) (1979)
- Rough Cut (1980)
- Els llops de mar (The Sea Wolves) (1980)
- Ménage à trois (Better Late Than Never) (1982)
- Darrere la pista de la Pantera Rosa (Trail of the Pink Panther) (1982)
- La maledicció de la Pantera Rosa (Curse of the Pink Panther) (1983)

## Premis i nominacions

### Premis
- 1954: Globus d'Or al millor actor musical o còmic per The Moon Is Blue[3]
- 1959: Oscar al millor actor per Taules separades
- 1959: Globus d'Or al millor actor dramàtic per Taules separades

### Nominacions
- 1955: BAFTA al millor actor britànic per Carrington V.C.
- 1955: Primetime Emmy al millor actor per Four Star Playhouse
- 1957: Primetime Emmy al millor actor en sèrie dramàtica per Four Star Playhouse
- 1958: Globus d'Or al millor actor musical o còmic per My Man Godfrey